# Bron-blaashoren
De bron-blaashoren (Physa fontinalis) of blaashoornslak is een slakkensoort uit de familie van de Physidae. De wetenschappelijke naam van de soort werd in 1758 voor het eerst geldig gepubliceerd door Carl Linnaeus.

## Beschrijving
Het slakkenhuisje is zeven tot twaalf millimeter hoog en vier tot zeven millimeter breed. De linksgewonden schelp heeft vier windingen, de top is afgerond. De behuizing is dunwandig, doorschijnend, glanzend en heeft een bleke hoornkleur. Het diafragma is breed en ovaal en de mondrand is erg dun en broos. De lichaamskleur is geelbruin tot zwartblauw. De tentakels zijn lang, slank en cilindrisch, met de ogen aan de basis. Haar voet is lang en dun, de randen van de mantel strekken zich uit als vingerachtige lobben over de buitenkant van de schelp. Bron-blaashorens zijn hermafrodieten.
Hij kan zowel zuurstof inademen via zijn long als adem halen in het water.

## Leefgebied en verspreiding
De bron-blaashoren is een opportunist die beken, rivieren, vijvers, meren, bronnen, kanalen en irrigatiesloten bewoont. Het leeft in helder, plantenrijk stilstaand en stromend zoetwater, evenals in matig vervuild water. De soort is wijdverbreid in Midden-Europa en is ook gevonden in het Caldonazzomeer in Noord-Italië. Hij is overal in Duitsland te vinden, maar minder vaak in het zuiden. De saprobische index voor deze soort is 2,2.